# Кадрина (Пейпсиээре)
Ка́дрина (эст. Kadrina) — деревня в волости Пейпсиээре уезда Тартумаа, Эстония. До административной реформы местных самоуправлений Эстонии 2017 года входила в состав волости Пала уезда Йыгевамаа. 

## География и описание
Расположена в 12 километрах к северу от волостного центра — посёлка Алатскиви — и в 39 километрах к северо-востоку от уездного центра — города Тарту. Высота над уровнем моря — 59 метров.
Через населённый пункт проходит шоссе Сааре—Пала—Кодавере.
Климат умеренный. Официальный язык — эстонский. Почтовый индекс — 49405.

## Население
По данным переписи населения 2011 года, в Кадрина проживали 37 человек, 33 (89,2%) из них — эстонцы.
По данным переписи населения 2021 года, в деревне проживали 42 человека, из них 40 (95,2 %) — эстонцы.
Численность населения деревни Кадрина по данным переписей населения:
| Год  | 1959 | 1970 | 1979 | 1989 | 2000 | 2011 | 2021 |
| ---- | ---- | ---- | ---- | ---- | ---- | ---- | ---- |
| Чел. | 90   | ↘ 78 | ↘ 66 | ↘ 46 | ↗ 53 | ↘ 37 | ↗ 42 |

## История
Деревня сформировалась на землях бывшей мызы Катерингоф (Кадрина, нем. Katharinenhof, Hohensee, эст. Kadrina mõis) после земельной реформы 1919 года. В письменных источниках 1796 года упоминается Katharinenhof (скотоводческая мыза и мельница), 1839 года — Catharinenhof. В 1921 году населённый пункт получила статус поселения (эст. asundus), с 1977 года официально стал деревней (эст. küla).

## Происхождение топонима
Название деревни происходит от личного имени Катарина (Katharina).

## Комментарии
1. ↑  Эстонские топонимы, оканчивающиеся на -а, не склоняются и не имеют женского рода (исключение — Нарва)[6].